# Fairfax Media
Fairfax Media Limited war eines der größten Medienunternehmen in Australien mit Firmensitz in Sydney.
Das Unternehmen wurde von David Kirk als Vorsitzendem und Ron Walker als Geschäftsführer geleitet. Rund 8.400 Mitarbeiter waren im Unternehmen beschäftigt (Stand: 2013). Im April 2003 wurde das neuseeländische Medienunternehmen Independent Newspaper Limited (INL) erworben, zu dem mehrere Zeitungen in Neuseeland gehören.
Mit Wirkung vom 10. Dezember 2018 wurde die Fairfax Media Limited von dem australischen Medienunternehmen Nine Entertainment Co. übernommen.

## Zeitungen (Auswahl)

### Australien
- The Sydney Morning Herald in Sydney
- The Age in Melbourne
- The Australian Financial Review
- Illawarra Mercury in Wollongong

### Neuseeland
Tageszeitungen
- The Dominion Post, Wellington
- The Press, Christchurch
- The Southland Times, Invercargill
- The Nelson Mail, Nelson
- The Timaru Herald, Timaru
- The Marlborough Express, Blenheim
- Manawatū Standard, Palmerston North
- Taranaki Daily News, New Plymouth
- Waikato Times, Hamilton

Wochenzeitung
- Sunday Star-Times, Auckland

## Magazine (Auswahl)
- BRW
- AFR Smart Investor
- AFR Magazine
- AFR Boss
- CFO Australia
- MIS
- Asset

## Internetseiten (Auswahl)
- Newsbreak
- My Career
- Cracker.com.au
- Stayz.com.au
- Drive
- Domain
- RSVP
- Trading Room
- Business Day
- InvestSmart
- Money Manager
- Realfooty
- Rugbyheaven
- League HQ
- Walkabout
- Brisbane Times